# Vårfrukyrka socken
Vårfrukyrka socken i Uppland ingick i Åsunda härad (med mindre delar till 1887 i Trögds och Lagunda härader), upplöstes 1952 och området är sedan 1971 en del av Enköpings kommun, från 2016 inom Enköpings distrikt.
Socknens areal var 53,10 kvadratkilometer, varav 53,01 land. År 1951 fanns här 1 123 invånare. Sockenkyrkan Vårfrukyrkan  var gemensam med Enköpings stad och låg i staden och ej i denna socken.

## Administrativ historik
Vårfrukyrka socken har medeltida ursprung. Omkring 1300 utbröts Sankt Ilians församling, Enköpings stads stadsförsamling.
Före 1887 upptogs Gånsta udde, med 244 invånare bestående av byarne Stads- och Ytter-Gånsta nr 1–11 om 8½ mantal Klista nr 1–3 om 3 mantal och Nynäs nr 1 om 1 mantal i jordeboken för Trögds härad och Boglösa socken. Dessutom upptogs 1 mantal Ål till Lagunda härad och Långtora socken. Områdena tillhörde dock Vårfrukyrka kyrksocken och landskommun och 1887 överfördes de även till Vårfruskyrka jordebokssocken. 
Vid kommunreformen 1862 övergick socknens ansvar för de kyrkliga frågorna till Vårfrukyrka församling och för de borgerliga frågorna bildades Vårfrukyrka landskommun. Landskommunen upplöstes 1952 och området delades mellan Åsunda landskommun och Enköpings stad som sedan båda 1971 uppgick i Enköpings kommun. Församlingen uppgick 1972 i Enköpings församling.
Den 1 januari 2016 inrättades distriktet Enköping, med samma omfattning som Enköpings församling fick 1972, vari detta sockenområde ingår.
Socknen har tillhört län, fögderier, tingslag och domsagor enligt vad som beskrivs i artikeln Åsunda härad. De indelta soldaterna tillhörde Upplands regemente, Enköpings kompani.

## Geografi
Vårfrukyrka socken låg omkring Enköpings stad kring Enköpingsån och genomlöptes i öster av Enköpingsåsen. Socknens västra del var slättland.

### Större gårdar inom socknen
I gamla Vårfrukyrka socken vid 1800-talets mitt var de betydande större gårdarna Boda i nordväst, tidigare 1 mantal frälse säteri, Valla i nordväst, tidigare 2 mantal frälse säteri och Jädra i norr, tidigare 1 mantal frälse. Kaplanen i Vårfrukyrka socken hade vid 1800-talets mitt sin gård, kaplansgården om 3/4 mantal i Åkerby i norra delen av socknen.

## Fornlämningar
Från bronsåldern finns hällristningar. Från järnåldern finns flera gravfält. Åtta runristningar är funna.

## Namnet
Namnet skrevs 1378 Varefrukirkio och kommer från kyrkan som är uppkallad efter Jungfru Maria, 'vår fru'.